# Little Ashes
(Tagline)
Little Ashes è un film del 2008 diretto da Paul Morrison. Ambientato sullo sfondo della Spagna degli anni '20 e '30, la pellicola è incentrata sugli anni giovanili di tre artisti, il regista Luis Buñuel, il pittore spagnolo Salvador Dalí e il poeta Federico García Lorca, dal loro incontro all'università fino alla loro affermazione, inoltre il film si concentra sull'amicizia tra Dalí e García Lorca che si sviluppa in un'insolita storia d'amore.

## Trama
Madrid, 1922. La città è sulla scia del cambiamento dei valori tradizionali, grazie anche alle nuove e pericolose influenze come la musica jazz e l'avanguardia. Salvador Dalí comincia a frequentare l'università all'età di diciotto anni, determinato a diventare un grande artista. La sua bizzarra miscela di timidezza ed esibizionismo, attrae l'attenzione di due stelle dell'élite sociale: Federico García Lorca e Luis Buñuel. I tre diventano amici e cominciano a frequentarsi, confrontando le loro passioni.
Federico comincia a provare un'attrazione verso il carismatico Salvador rimanendo affascinato dal suo carattere e dal suo modo di porsi. Inizialmente prova ad ignorarlo, cercando di non rimanere in sua compagnia ma Salvador, che prova lo stesso, cerca invece di incontrarlo in ogni modo, arrivando persino a seguirlo. I due ragazzi trascorrono molto tempo insieme e durante una gita al mare, Federico e Salvador si rendono conto che tra di loro non c'è solo una profonda amicizia ma qualcosa di più.
Luis intanto, resosi conto che tra loro c'è più che amicizia, spiega a Salvador che dovrebbe invece concentrarsi sul suo lavoro e lo invita con lui a Parigi. Dopo aver pensato alle implicazioni di quel rapporto sulla sua vita, Salvador partirà poco dopo Luis, senza avvertire Federico e abbandonandolo solo a Madrid. Dopo qualche tempo, Salvador fa ritorno; atteggiandosi da genio, tratta l'amico con superbia, dicendogli che ha trovato la sua anima gemella e che ha intenzione di sposarla. Ma dopo un litigio, i due si rendono conto che si sono mancati a vicenda. Salvador lotta contro la sua psiche, torturato dal fatto che non riesce ad abbandonarsi come vorrebbe, sentendo rinnegata in lui l'ammissione della propria presunta omosessualità.
Dopo questo breve incontro, Salvador partirà di nuovo per Parigi, ancora una volta senza dire niente della sua decisione, per lasciare definitivamente Federico. Magdalena, amica scrittrice di Federico invaghita di lui non ricambiata, lo convince a continuare nelle sue scritture e a dimenticarsi di Salvador. Federico comincia così a buttarsi nel lavoro e nella politica.
Passano otto anni e Salvador intanto è diventato un uomo ricco e famoso. Invita Federico a casa sua per fargli conoscere Gala e lui accetta. Durante la cena Federico si accorge che Salvador è cambiato e che è l'unica cosa che lo appassiona sono il denaro e il lusso. Nell'uscire di casa, Salvador lo segue e gli dice che per tutto questo tempo non ha fatto altro che rifletterci e che ormai senza di lui non può vivere. Lo invita a vivere tutti insieme formando una grande famiglia. Federico, ormai rassegnato dal suo cambiamento, rifiuta la proposta.
Nel 1936 la Spagna è sull'orlo di una guerra civile. Federico, diventato un acclamato e controverso drammaturgo, decide di trascorrere l'estate dai suoi genitori a Granada. Dopo essere stato preso da un gruppo di franchisti, viene tenuto prigioniero per alcuni giorni prima di essere fucilato. Salvador si trova nel suo studio quando apprende dalla radio il ritrovamento del corpo di Federico. A questa notizia, ha una violenta reazione in cui si cosparge di colore nero. I muri della negazione si sgretolano a questa notizia e il pittore realizza, ormai troppo tardi, quanto fosse profondo l'amore che provava per Federico.

## Produzione
Il film è stato girato in Spagna, nelle seguenti location: Cadaqués, Gerona, Cataluña, Barcellona.
Little Ashes (che letteralmente tradotto significa Piccole ceneri) è il titolo di un'opera di Salvador Dalí che il pittore ha realizzato tra il 1927 e il 1928. L'opera, in originale, si chiama Cenicitas, che significa appunto Piccole ceneri.

## Distribuzione
Il film è stato presentato ad ottobre in anteprima nel Regno Unito al Raindance Film Festival il 7 ottobre 2008, in Spagna al Valladolid Film Festival il 27 ottobre e in Germania al European Film Market il 6 febbraio 2009. È stato distribuito negli Stati Uniti a partire dall'8 maggio 2009.

## Accoglienza

### Critica
Il sito Rotten Tomatoes dà al film solo il 24% delle recensioni positive, con un voto totale di 4 su 10.
L'Internet Movie Database dà invece al film un voto totale di 6.6 su 10.
Vi furono molte critiche nei confronti degli attori sulla lingua da loro utilizzata per il film, ovvero l'inglese con un forte accento spagnolo, ma ciò fu una scelta del regista, come egli stesso dichiarò.